# Агломерат (геология)
Атломерат (от латински: agglomero – присъединяване, натрупване) е вид скала или руда, образувана от споянавето на различни по вид и състав необработени и несортирани отломки от различни скали и минерали с различни размери и форми. При тяната циментация се образуват брекчи, туфи и др. Лавовите агломерати представляват спояване на скали с много рядка лава и се образуват при движението на лавовия поток.